# Tommy (colonna sonora)
Tommy è un album contenente la colonna sonora dell'omonimo film diretto da Ken Russell e tratto dall'omonima opera rock degli Who.

## Tracce

### Disco 1
Lato A
1. Pete Townshend – Prologue - 1945 – 2:55
2. Pete Townshend, Margo Newman e Vicki Brown – Captain Walker/It's A Boy – 2:37
3. The Who, Oliver Reed, Alison Dowling e Ann-Margret – Bernie's Holiday Camp – 3:43
4. 1951/What about the Boy? – 2:49 (The Who, Ann-Margret e Oliver Reed)
5. The Who – Amazing Journey – 3:19
6. The Who, Ann-Margret, Alison Dowling e Oliver Reed – Christmas – 3:39
7. The Who, Eric Clapton – Eyesight to the Blind – 3:21

Durata totale: 22:23
Lato B
1. The Acid Queen (Tina Turner) – 3:47
2. Do You Think It's Alright? (1) (Ann-Margret e Oliver Reed) – 0:57
3. Cousin Kevin (Paul Nicholas) – 3:07
4. Do You Think It's Alright? (2) (Ann-Margret e Oliver Reed) – 0:46
5. Fiddle About (Keith Moon) – 1:40
6. Do You Think It's Alright? (3) (Ann-Margret e Oliver Reed) – 0:29
7. Sparks (Instrumental) – 3:07
8. Extra, Extra, Extra (Simon Townshend) – 0:37
9. Pinball Wizard (Elton John) – 5:22

### Disco 2
Lato C
1. Champagne (Ann-Margret e Roger Daltrey) – 4:43
2. There's a Doctor (Oliver Reed e Ann-Margret) – 0:29
3. Go to the Mirror (Jack Nicholson, Roger Daltrey e Ann-Margret) – 3:49
4. Tommy, Can You Hear Me? (Ann-Margret) – 0:55
5. Smash the Mirror! (Ann-Margret) – 1:22
6. I'm Free (Roger Daltrey) – 2:36
7. Mother and Son (Ann-Margret e Roger Daltrey) – 2:36
8. Sensation (Roger Daltrey) – 2:49

Lato D
1. Miracle Cure (Simon Townshend) – 0:23
2. Sally Simpson (Pete Townshend e Roger Daltrey) – 5:38
3. Welcome (Roger Daltrey, Ann-Margret e Oliver Reed) – 4:15
4. T.V. Studio (Ann-Margret e Oliver Reed) – 1:14
5. Tommy's Holiday Camp (Keith Moon) – 1:29
6. We're Not Gonna Take It (Roger Daltrey) – 4:46
7. See Me, Feel Me/Listening to You (Roger Daltrey) – 4:19